# 魔幻奇兵
《魔幻奇兵》（英語：Highlander III: The Sorcerer，又稱或）是一部於1994年上映的動作奇幻电影，由Andy Morahan執導，為《挑戰者系列》的第三部電影作品，但劇情為第一集《時空英豪》的延續。克里斯多弗·藍伯特第三次擔任主演。

## 演員
- 克里斯多弗·藍伯特飾演Connor MacLeod / Russell Nash（英语：Connor MacLeod）
- 馬力歐·范畢柏斯飾演Kane
- 黛博拉·卡拉·安格飾演Dr. Alexandra "Alex" Johnson; Sarah Barrington
- 岩松信飾演Nakano
- Martin Neufeld（法语：Martin Neufeld）飾演Lt. John Stenn
- Raoul Trujillo（英语：Raoul Trujillo）飾演Senghi Khan
- Jean-Pierre Perusse飾演Khabul Khan
- Daniel Dõ（法语：Daniel Dõ）飾演Dr. Fuji Takamura
- Jack Ellerton飾演Staring Drinker
- Gabriel Kakon飾演John MacLeod
- Louis Bertignac（英语：Louis Bertignac）飾演Pierre Bouchet
- Michael Jayston（英语：Michael Jayston）飾演Jack Donovan
- 克蘭西·布朗（以第一集的畫面出場）飾演The Kurgan（英语：The Kurgan）

## 評價
《魔幻奇兵》收穫的影評以負面為主。爛番茄根據20篇影評給出5%的「新鮮度」，平均打分為2.8分（滿分10分）。Metacritic收集12篇影評，給出加權平均數28，代表「負面評論為主」。

## 外部連結
- AllMovie上《魔幻奇兵》的资料（英文）
- Box Office Mojo上《魔幻奇兵》的資料（英文）
- 互联网电影数据库（IMDb）上《魔幻奇兵》的资料（英文）